# Comité Multisectorial Encargado del Estudio Nacional del Fenómeno El Niño
El Comité Multisectorial Encargado del Estudio Nacional del Fenómeno El Niño (ENFEN) es el ente científico y técnico multisectorial del Perú que tiene la función de monitorear, vigilar, analizar y alertar sobre las anomalías del océano y la atmósfera, que permitan diseñar medidas de prevención oportunas para reducir los impactos del Fenómeno El Niño.

## Creación
La recurrencia del Fenómeno El Niño en el Pacífico Sudeste, con marcados efectos socioeconómicos, llevó en 1974 a los países que conforman la Comisión Permanente del Pacífico Sur (CPPS)  a la constitución del Programa Estudio Regional del Fenómeno El Niño (ERFEN) que funciona con la participación de las instituciones de investigación de los países miembros, la coordinación de la CPPS y el apoyo de otras organizaciones internacionales. En el Perú, el Comité Nacional Multisectorial encargado del Estudio Nacional del Fenómeno El Niño (ENFEN) forma parte de dicho esfuerzo regional, pudiéndose establecer canales de coordinación e información especiales para optimizar sus funciones.
El ENFEN fue creado con Resolución Ministerial N° 120-77-PM/ONAJ de fecha 7 de junio de 1977. Posteriormente, con R.S N.º 053-97-PE, de fecha 12 de septiembre de 1997, se recompone el Comité Multisectorial encargado del Estudio Nacional del Fenómeno el Niño. Con R.M N.º 761-97-PE, de fecha 26 de noviembre de 1997, se aprueba el Reglamento Interno del Comité (ENFEN).

## Composición
El ENFEN está conformado por representantes de las siguientes instituciones:
- IMARPE (Instituto del Mar del Perú)
- SENAMHI (Servicio Nacional de Meteorología e Hidrología)
- DHN (Dirección de Hidrografía y Navegación de la Marina
- IGP (Instituto Geofísico del Perú)
- ANA (Autoridad Nacional del Agua)
- INDECI (Instituto Nacional de Defensa Civil).

## Objetivos
Su labor primordial consiste en estudiar el Fenómeno "El Niño", con la finalidad de lograr una mejor comprensión del mismo, poder predecirlo y determinar sus probables consecuencias. Asimismo, coordinar, recomendar y asesorar las actividades vinculadas con este fenómeno en el ámbito nacional. Además de coordinar a nivel internacional los asuntos ligados al Proyecto "Estudio Regional del Fenómeno El Niño" (ERFEN). 

## Funciones
Mantener informado sobre la posible ocurrencia del Fenómeno "El Niño", para que con ello se permita adoptar decisiones para adecuar y proteger la infraestructura existente en los distintos sectores, en prevención a los posibles daños que pudiera causar este Fenómeno a la economía nacional y la población peruana.  Además, tiene entre sus funciones:
- Orientar a los diversos sectores medidas pragmáticas de previsión que permitan reducir daños y/o aprovechar beneficios.
- Mantener adecuadamente informada a la población sobre las posibles variaciones de su desarrollo.
- Recomendar, asesorar y coordinar las diversas actividades vinculadas al estudio del Fenómeno "El Niño".
- Participar en diversos certámenes nacionales e internacionales vinculados al estudio del Fenómeno "El Niño", con la intención de lograr la mejor información técnica posible y conocer los avances en los estudios de sus diversos aspectos: técnico-científico y económico-social. "El Comité" establecerá contacto permanente con el Secretario Científico de la Comisión Permanente del Pacífico Sur, CPPS, Coordinadora del Proyecto Regional del Fenómeno "El Niño", ERFEN, con miras a obtener una más amplia cobertura de datos a través de ella y posibilitar la participación coordinada de las instituciones interesadas del país, en dicho proyecto.